# 29 أبريل
- السبت
- الأحد
- الاثنين
- الثلاثاء
- الأربعاء
- الخميس
- الجمعة

- 2929 رمضان 1446  هـ
- 301 شوال 1446  هـ
- 312 شوال 1446  هـ
- 13 شوال 1446  هـ
- 24 شوال 1446  هـ
- 35 شوال 1446  هـ
- 46 شوال 1446  هـ
- 57 شوال 1446  هـ
- 68 شوال 1446  هـ
- 79 شوال 1446  هـ
- 810 شوال 1446  هـ
- 911 شوال 1446  هـ
- 1012 شوال 1446  هـ
- 1113 شوال 1446  هـ
- 1214 شوال 1446  هـ
- 1315 شوال 1446  هـ
- 1416 شوال 1446  هـ
- 1517 شوال 1446  هـ
- 1618 شوال 1446  هـ
- 1719 شوال 1446  هـ
- 1820 شوال 1446  هـ
- 1921 شوال 1446  هـ
- 2022 شوال 1446  هـ
- 2123 شوال 1446  هـ
- 2224 شوال 1446  هـ
- 2325 شوال 1446  هـ
- 2426 شوال 1446  هـ
- 2527 شوال 1446  هـ
- 2628 شوال 1446  هـ
- 2729 شوال 1446  هـ
- 2830 شوال 1446  هـ
- 291 ذو القعدة 1446  هـ
- 302 ذو القعدة 1446  هـ
- 13 ذو القعدة 1446  هـ
- 24 ذو القعدة 1446  هـ

29 أبريل أو 29 نيسان أو يوم 29 \ 4 (اليوم التاسع والعشرون من الشهر الرابع) هو اليوم التاسع عشر بعد المئة (119) من السنوات البسيطة، أو اليوم العشرون بعد المئة (120) من السنوات الكبيسة وفقًا للتقويم الميلادي الغربي (الغريغوري). يبقى بعده 246 يوما لانتهاء السنة.

## أحداث
- 1827 - وقوع حادثة قصر القصبة حين لطم حاكم الجزائر الداي حسين قنصل فرنسا بالمروحة، وعلى إثر ذلك احتلت فرنسا الجزائر، وقد عرفت باسم حادثة المروحة.
- 1885 - جامعة أوكسفورد تفتح أبوابها للفتيات للمرة الأولى.
- 1891 - نينوميا تشوهاتشي ينجح في الطيران بنموذج طائرة بقوة قذف المطاط.
- 1912 - انفجار منجم فحم في يوباري بهوكايدو يتسبب بمقتل 276 شخص.
- 1915 - هزيمة الإيطاليين في معركة القرضابية في طرابلس الغرب، وهي أكبر هزيمة تعرضوا لها منذ غزوهم البلاد في أكتوبر 1911.
- 1945 - أدولف هتلر وإيفا براون يتزوجان، ثم يقدمان على الانتحار في اليوم الذي يليه.
- 1954 - الصين والهند تبرمان معاهدة تتعلق بالتعايش السلمي بين الدولتين.
- 1949 - اليابان تحصل على موافقة الانضمام للأولمبياد من اللجنة الأولمبية الدولية.
- 1986 - تشييع جثمان واليس دوقة وندسور إلى مثواها الأخير بجانب زوجها الملك إدوارد الثامن الذي تنازل عن عرش المملكة المتحدة من أجلها.
- 1988 - معمر القذافي يقود جرافة بنفسه ويهدم نقطة الحدود بين ليبيا وتونس.
- 1991 -
  - إعصار مداري قوي يضرب بنغلاديش ويؤدي لمصرع حوالي 138 ألف شخص.
  - زلزال قوي يضرب جورجيا يؤدي لمصرع حوالي 360 شخص وذلك بعد 20 يوم من إعلان جورجيا الاستقلال.
- 1992 - موجة من الاضطرابات في مدينة لوس أنجلوس بعد النطق ببراءة رجال الشرطة الذين هموا بضرب المواطن الزنجي «رودني كنج» وفي الأيام الثلاثة التي تلت، وقد سقط 54 من القتلى وأُتلفت المئات من المباني.
- 2003 - مجلس الأمة الكويتي يقر تعديلًا على قانون الصندوق الكويتي للتنمية الاقتصادية العربية يسمح باستثمار 25% من أرباحه في مشروعات البنيه التحتية في الكويت.
- 2004 -
  - بداية انسحاب قوات مشاة البحرية الأمريكية من مدينة الفلوجة العراقية بعد معارك ضارية.
  - شركة جوجل صاحبة أشهر محرك بحثي في العالم تطرح أسهمًا بقيمة 2.7 مليار دولار.
- 2009 - المحكمة الدولية الخاصة بلبنان تقرر إطلاق سراح الضباط الأربعة المحتجزين في قضية اغتيال رئيس الوزراء الأسبق رفيق الحريري.
- 2010 - البرلمان البلجيكي يصوت على نص يحظر ارتداء النقاب في الأماكن العامة في بلجيكا ومن ضمنها الشوارع.
- 2011 - زفاف الأمير ويليام النجل الأكبر لتشارلز أمير ويلز من كيت ميدلتون، والملكة إليزابيث الثانية تمنحهما لقب دوق ودوقة كامبريدج.
- 2013 - سقوط ستة قتلى في تفجير سيارة مفخخة في منطقة المزة في دمشق استهدفت موكب رئيس الوزراء وائل الحلقي الذي لم يصب بأذى.
- 2014 - مقتل 14 طفلاً وجرح عشرات آخرين بعد سقوط قذائف هاون في باحة معهد الشيخ بدر الدين الحسني في حي الشاغور في دمشق.
- 2015 - إعفاء الأمير مقرن بن عبد العزيز آل سعود من منصب ولاية العهد وتعيين الأمير محمد بن نايف بن عبد العزيز آل سعود ولياً للعهد والأمير محمد بن سلمان بن عبد العزيز آل سعود ولياً لولي العهد، وذلك بأمر من الملك سلمان بن عبد العزيز آل سعود ملك المملكة العربية السعودية.
- 2017 - السلطات التركية تحجب ويكيبيديا عن البلاد على خلفية إدراج معلومات تنص على اعتبار تركيا داعمة لجهات إرهابية.
- 2018 - نادي برشلونة يُتوَّجُ رسميّا بلقب الدوري الإسباني لكرة القدم لِسنة 2017–18، ليكون هذا لقب النادي الخامس والعشرين في الدوري المذكور.
- 2021 - مصرع 45 شخصًا في تدافع أثناء مهرجان ديني على جبل الجرمق في إسرائيل.
- 2024 - فيضانات في ولاية ريو غراندي دو سول، البرازيل، أدت إلى مصرع ما يزيد عن 110 أشخاص وإصابة 765 آخرين.

## مواليد
- 1818 - ألكسندر الثاني، إمبراطور روسيا السادس عشر.
- 1826 - راشيل هيننغ، كاتبة أسترالية من أصل إنجليزي.
- 1854 - هنري بوانكاريه، عالم رياضيات وفيزياء فرنسي.
- 1863 - قسطنطين كفافيس، شاعر يوناني.
- 1893 - هارولد يوري، عالم كيمياء أمريكي حاصل على جائزة نوبل في الكيمياء عام 1934.
- 1894 - زكي طليمات، ممثل ومخرج ومؤلف مصري.
- 1901 - هيروهيتو، إمبراطور اليابان.
- 1906 - غوستافا آينر، إحاثية نمساوية.
- 1940 - بيتر دايموند، اقتصادي أمريكي حاصل على جائزة نوبل في العلوم الاقتصادية عام 2010.
- 1949 - مريم الغامدي، ممثلة سعودية.
- 1954 - جيري ساينفيلد، ممثل أمريكي.
- 1955 - ويندي لي، ممثلة أداء صوتي أمريكية.
- 1957 - دانيال دي لويس، ممثل إنجليزي.
- 1958 - ميشيل فايفر، ممثلة أمريكية.
- 1961 - فميهيكو تاتشيكي، ممثل أداء صوتي ياباني.
- 1965 - ستيفن بلوم، ممثل أداء صوتي أمريكي.
- 1969 - بول أدلستين، ممثل أمريكي.
- 1970 -
  - أوما ثورمان، ممثلة أمريكية.
  - أندريه أغاسي، لاعب كرة مضرب أمريكي.
- 1973 - طلال السدر، ممثل سعودي.
- 1979 - لي دونغ غوك، لاعب كرة قدم كوري جنوبي.
- 1981 - جورج مكارتني، لاعب كرة قدم أيرلندي شمالي.
- 1986 - عبد الله الظفيري، لاعب كرة قدم كويتي.
- 1991 -
  - آدم سميث، لاعب كرة قدم إنجليزي.
  - ميساكي دوي، لاعبة كرة مضرب يابانية
- 1994 - كريستينا شاكوفيتس، لاعبة كرة مضرب ألمانية
- 1998 - كيمبرلي بيريل، لاعبة كرة مضرب أسترالية

## وفيات
- 1835 - حسين نجف، فقيه وشاعر عراقي.
- 1951 - عثمان باتور، مسلم صيني من أصل كازاخستاني قاتل لأجل حرية الكازاخ.
- 1933 - قسطنطين كفافيس، شاعر يوناني.
- 1937 - نورمان هابجود، دبلوماسي وكاتب سير وصحافي أمريكي.
- 1980 - ألفريد هتشكوك، منتج ومخرج سينمائي إنجليزي.
- 2008 - إسماعيل إبراهيم شتات، شاعر فلسطيني.
- 2009 - محمد سالم ولد عدود، عالم وفقيه ولغوي وشاعر موريتاني.
- 2010 -
- هاشم علم الدين، سياسي لبناني.
- كمال الحلو، ممثل لبناني.
- 2012 - شكري غانم، سياسي واقتصادي ليبي.
- 2014 - بوب هوسكينز، ممثل إنجليزي.
- 2017 - محمد العكاري، ممثل تونسي.
- 2020 - عرفان خان، ممثل هندي.
- 2021 - نصر الدين البحرة، أديب سوري.

## أعياد ومناسبات
- اليوم العالمي للرقص.
- بداية الأسبوع الذهبي في اليابان.

## وصلات خارجية
- وكالة الأنباء القطريَّة: حدث في مثل هذا اليوم.
- النيويورك تايمز: حدث في مثل هذا اليوم.
- BBC: حدث في مثل هذا اليوم.